# 安氏眶燈魚
安氏眶灯鱼（学名：Diaphus anderseni）为輻鰭魚綱燈籠魚目灯笼鱼科的其中一種，分布於太平洋及大西洋海域，屬深海魚類，棲息深度180-600公尺，體長可達3.2公分。

## 扩展阅读
維基物種上的相關：安氏眶灯鱼